# Península de Keweenaw

Localização da Península de Keweenaw

A Península de Keweenaw é a parte norte da Península Superior do estado de Michigan, nos Estados Unidos da América. Projeta-se no Lago Superior, e é rica em cobre.